# Kloster St. Ursula (Wuppertal)

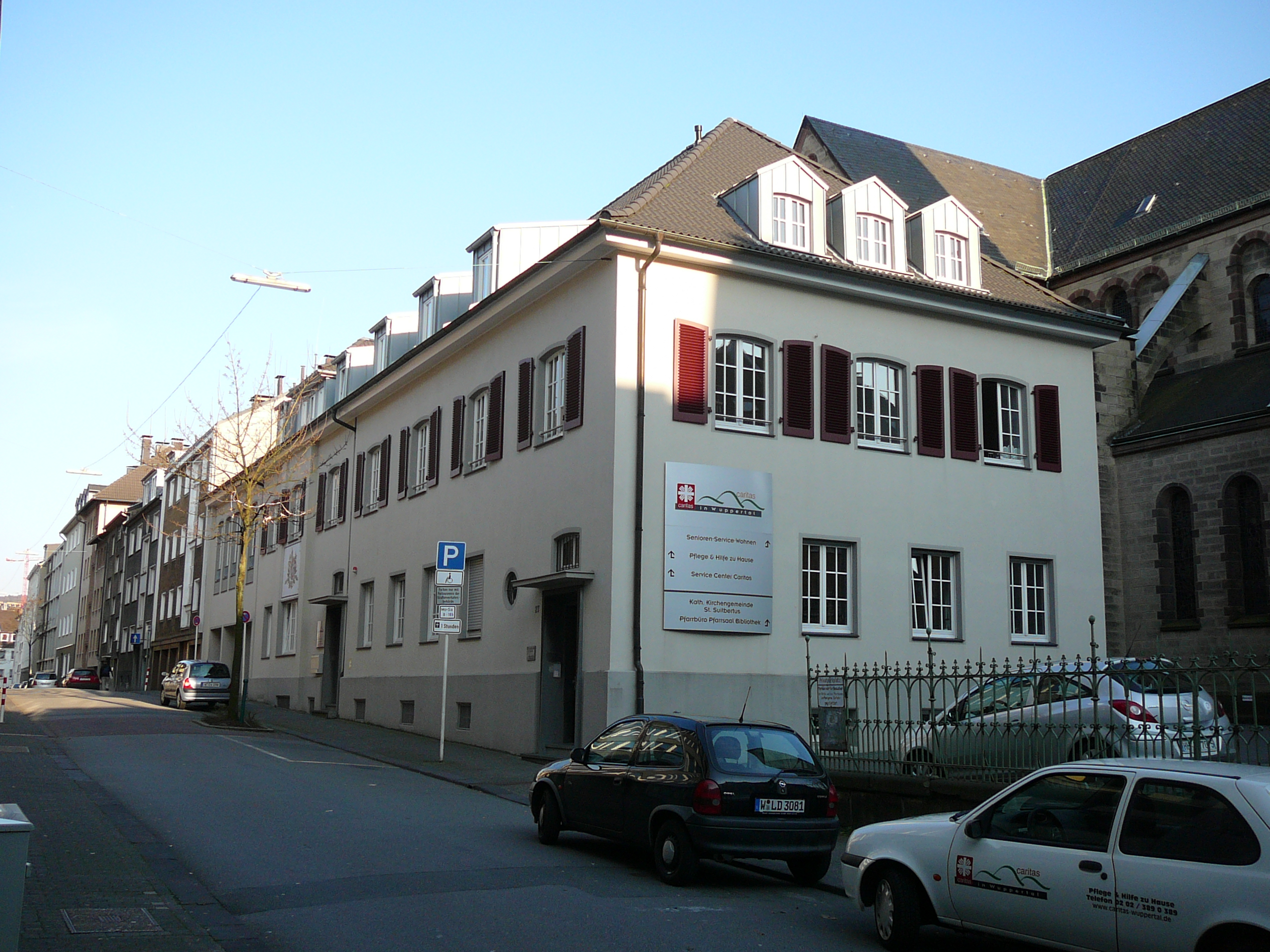
Das ehemalige Kloster St. Ursula, nun Altenpflegeheim

Das Kloster St. Ursula ist ein historisches Kloster in der nordrhein-westfälischen Stadt Wuppertal und war der Heiligen Ursula von Köln geweiht. Es gehörte zum Orden vom Heiligen Kreuz („Kreuzherren“) und wurde 1953–2005 betrieben. Das Gebäude hat die Hausanschrift Chlodwigstraße 27.
Auf Einladung des Kölner Kardinals Joseph Frings kamen die Kreuzherren 1953 wieder nach Deutschland, nachdem 1804 ihre Klöster säkularisiert wurden. Sie bewohnten das wiederaufgebaute Kloster nördlich neben der Kirche St. Suitbertus in der Elberfelder Südstadt. Gleichzeitig übernahmen sie ab 1954 die Verwaltung der Kirche. Pater Antonius Hogema war von 1958 bis 1970 Rektor und Prior des Klosters und wurde von 15 weiteren Patres begleitet.
Später wurden die Räumlichkeiten 2005 dem Caritasverband übergeben, der dort ein kleines Altenpflegeheim betreibt. Weiter sind dort noch das Pfarrbüro (auch Zentralbüro des katholischen Pfarrverbands Elberfeld-Mitte) und die Pfarrbücherei untergebracht.